# マクスド・シャー
マクスド・シャー（咸豊7年（1857年） - 1930年（民国19年）6月6日）は、ハミ郡王家第9代（最後）の親王（在位：1882年 - 1930年）。

## 生涯
ムハンマドの養子。光緒8年（1882年）に親王位を清の朝廷から認められた（徳宗実録巻149）。宣統3年（1911年）に辛亥革命が起こると、ハミでもティムール・ニヤーズの反乱が勃発している。
1930年6月6日、ハミにおいて病死した。